# وزارة الإنتاج الحربي (باكستان)
وزارة الإنتاج الحربي (بالأردوية: وزارت دفاعی پيداوار)‏، هي وزارة على مستوى مجلس الوزراء في الحكومة الباكستانية معنية بتطوير وإنتاج مجموعة كاملة من المعدات والمخازن للقوات المسلحة الباكستانية بدءًا من المنصات القتالية مثل دبابات القتال الرئيسية والطائرات المقاتلة متعددة الأدوار إلى الأسلحة الموجهة والأسلحة الصغيرة والزي الرسمي والذخائر من جميع العيارات. وزيرة الإنتاج الحربي الحالية في باكستان هي زبيدة جلال خان.
كانت الوزارة في البداية تُسمى المديرية العامة للإمداد والتنمية تحت إشراف وزارة الدفاع. وفي عام 1953 أعيد تنظيمها كمديرية مشتريات الدفاع.

## قائمة الوزراء
| # | الوزراء الاتحاديون           | المدة          | المدة          | الحزب السياسي                     | رئيس الوزراء    |
| # | الوزراء الاتحاديون           | تولى منصبه     | ترك المنصب     | الحزب السياسي                     | رئيس الوزراء    |
| - | ---------------------------- | -------------- | -------------- | --------------------------------- | --------------- |
| 1 | الرائد حبيب الله واريش       | 2 سبتمبر 2004  | 15 نوفمبر 2007 | الرابطة الإسلامية الباكستانية (ق) | شوكت عزيز       |
| - | سيد سالم عباس جيلاني (مؤقت)  | 17 نوفمبر 2007 | 30 مارس 2008   | مستقل                             | محمد ميان سومرو |
| 2 | رنا تنوير حسين               | 31 مارس 2008   | 13 مايو 2008   | الرابطة الإسلامية الباكستانية (ن) | يوسف رضا جيلاني |
| 3 | عبد القيوم خان جاتوي         | 3 نوفمبر 2008  | 3 أكتوبر 2010  | حزب الشعب الباكستاني              | يوسف رضا جيلاني |
| 4 | مخدوم شهاب الدين             | 14 ديسمبر 2010 | 11 فبراير 2011 | حزب الشعب الباكستاني              | يوسف رضا جيلاني |
| 5 | شودري برويز إلهي             | 3 مايو 2011    | 19 يونيو 2012  | الرابطة الإسلامية الباكستانية (ق) | يوسف رضا جيلاني |
| 5 | شودري برويز إلهي             | 22 يونيو 2012  | 24 يونيو 2012  | الرابطة الإسلامية الباكستانية (ق) | برويز أشرف      |
| 6 | سردار بهادور أحمد خان        | 26 يونيو 2012  | 16 مارس 2013   | حزب الشعب الباكستاني              | برويز أشرف      |
| 7 | رنا تنوير حسين               | 8 يونيو 2013   | 3 مايو 2018    | الرابطة الإسلامية الباكستانية (ن) | نواز شريف       |
| 8 | عثمان إبراهيم                | 4 مايو 2018    | 31 مايو 2018   | الرابطة الإسلامية الباكستانية (ن) | نواز شريف       |
| - | نعيم خالد لودي (تصريف أعمال) | 27 يونيو 2018  | 16 أغسطس 2018  | مستقل                             | ناصر الملك      |
| 9 | زبيدة جلال خان               | 20 أغسطس 2018  | الآن           | الرابطة الإسلامية الباكستانية (ق) | عمران خان       |

## وصلات خارجية
- وزارة الإنتاج الحربي